# Francis Tancred
Francis Willoughby Tancred (né le 21 février 1874 en Nouvelle-Zélande – mort le 25 novembre 1925 à Hackney) est un poète britannique. Il faisait partie du Club des poètes, établi par T. E. Hulme, qui fut précurseur de l’imagisme. Le groupe étudiait la poésie chinoise et les haïkus. Ses poèmes ont été publiés en 1907.

## À noter
Ezra Pound mentionne Francis Tancred dans ses Cantos (no LXXXII).